# Martinci Miholjački
Martinci Miholjački (1900-ig Martinci) falu Horvátországban, Eszék-Baranya megyében. Közigazgatásilag Monoszlóhoz tartozik.

## Fekvése
Eszéktől légvonalban 63, közúton 74 km-re északnyugatra, Alsómiholjáctól légvonalban 19, közúton 22 km-re nyugatra, községközpontjától 5 km-re délnyugatra, a Szlavóniai-síkságon, a Dráva jobb partján fekszik.

## Története
A 18. század végén Martince-puszta néven mezőgazdasági majorként keletkezett Monoszló nyugati határrészén, a valpói uradalom területén a Dráva jobb partján. A 19. században a környező földek megművelésére dél-magyarországi magyarokat telepítettek ide. 1869-ben 155, 1910-ben 238 lakosa volt. Verőce vármegye Alsómiholjáci járásához tartozott. Az 1910-es népszámlálás adatai szerint lakosságának 97%-a magyar, 3%-a horvát anyanyelvű volt. Az első világháború után 1918-ban az új szerb-horvát-szlovén állam, majd később (1929-ben) Jugoszlávia része lett. A második világháború idején a magyar lakosságot elűzték. Helyükre a háború után szerbek és horvátok települtek. 1991-ben lakosságának 75%-a szerb, 22%-a horvát, 2%-a jugoszláv nemzetiségű volt. 2011-ben a falunak 37 lakosa volt.

## Lakossága
| Lakosság változása | Lakosság változása | Lakosság változása | Lakosság változása | Lakosság változása | Lakosság változása | Lakosság változása | Lakosság változása | Lakosság változása | Lakosság változása | Lakosság változása | Lakosság változása | Lakosság változása | Lakosság változása | Lakosság változása | Lakosság változása |
| ------------------ | ------------------ | ------------------ | ------------------ | ------------------ | ------------------ | ------------------ | ------------------ | ------------------ | ------------------ | ------------------ | ------------------ | ------------------ | ------------------ | ------------------ | ------------------ |
| 1857               | 1869               | 1880               | 1890               | 1900               | 1910               | 1921               | 1931               | 1948               | 1953               | 1961               | 1971               | 1981               | 1991               | 2001               | 2011               |
| 0                  | 155                | 169                | 243                | 255                | 238                | 204                | 300                | 406                | 428                | 382                | 238                | 84                 | 63                 | 48                 | 37                 |

(1869-től településrészként, 1948-tól önálló településként.)